# 竹芝駅
竹芝駅（たけしばえき）は、東京都港区海岸一丁目にある、東京臨海新交通臨海線（ゆりかもめ）の駅である。駅番号はU 03。竹芝桟橋の最寄駅。

## 歴史
- 1995年（平成7年）11月1日 - 開業[1][2]。

## 駅構造
相対式ホーム2面2線の高架駅。2016年現在、ゆりかもめの駅で相対式ホームとなっているのは当駅のみである。

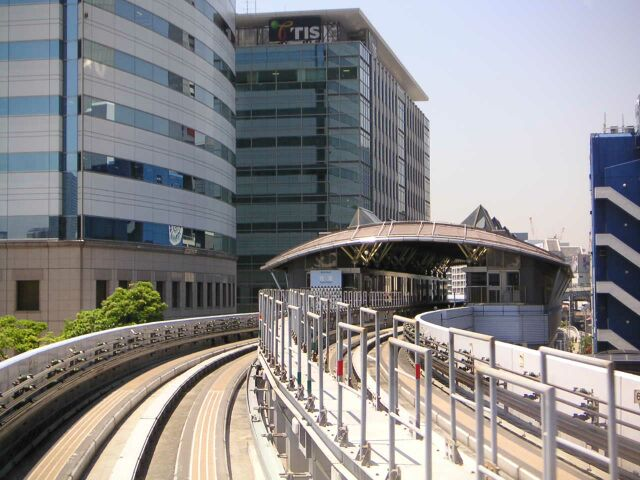
駅舎遠景

のりば
| 番線 | 路線       | 行先     |
| ---- | ---------- | -------- |
| 1    | ゆりかもめ | 豊洲方面 |
| 2    | ゆりかもめ | 新橋方面 |

- 駅舎遠景

## 利用状況
2023年度の1日平均乗降人員は4,834人である。
開業以来の1日平均乗降・乗車人員推移は下記の通り。
| 年度               | 1日平均 乗降人員 | 1日平均 乗車人員 | 出典     |
| ------------------ | ---------------- | ---------------- | -------- |
| 1995年（平成07年） |                  | 1,730            | [ * 1 ]  |
| 1996年（平成08年） |                  | 2,448            | [ * 2 ]  |
| 1997年（平成09年） |                  | 2,066            | [ * 3 ]  |
| 1998年（平成10年） |                  | 1,852            | [ * 4 ]  |
| 1999年（平成11年） |                  | 2,482            | [ * 5 ]  |
| 2000年（平成12年） | 4,681            | 2,384            | [ * 6 ]  |
| 2001年（平成13年） |                  | 2,436            | [ * 7 ]  |
| 2002年（平成14年） |                  | 2,318            | [ * 8 ]  |
| 2003年（平成15年） |                  | 2,386            | [ * 9 ]  |
| 2004年（平成16年） |                  | 2,527            | [ * 10 ] |
| 2005年（平成17年） | 5,263            | 2,578            | [ * 11 ] |
| 2006年（平成18年） | 4,701            | 2,411            | [ * 12 ] |
| 2007年（平成19年） |                  | 2,523            | [ * 13 ] |
| 2008年（平成20年） |                  | 2,303            | [ * 14 ] |
| 2009年（平成21年） |                  | 2,312            | [ * 15 ] |
| 2010年（平成22年） | 4,660            | 2,236            | [ * 16 ] |
| 2011年（平成23年） | 4,055            | 1,951            | [ * 17 ] |
| 2012年（平成24年） | 4,063            | 1,943            | [ * 18 ] |
| 2013年（平成25年） | 4,430            | 2,129            | [ * 19 ] |
| 2014年（平成26年） | 4,674            | 2,260            | [ * 20 ] |
| 2015年（平成27年） | 4,831            | 2,314            | [ * 21 ] |
| 2016年（平成28年） | 4,885            | 2,340            | [ * 22 ] |
| 2017年（平成29年） | 4,989            | 2,414            | [ * 23 ] |
| 2018年（平成30年） | 4,904            | 2,381            | [ * 24 ] |
| 2019年（令和元年） | 4,508            | 2,183            | [ * 25 ] |
| 2020年（令和02年） | 2,251            |                  |          |
| 2021年（令和03年） | 3,018            | 1,475            |          |
| 2022年（令和04年） | 4,126            | 2,015            |          |
| 2023年（令和05年） | 4,834            | 2,367            |          |

備考
1. ↑  1995年11月1日開業。開業日から1996年3月31日までの計152日間を集計したデータ。

## 駅周辺
- 東京都立芝商業高等学校
- 竹芝桟橋
- ニューピア竹芝
  - ホテルアジュール竹芝
  - ホテルインターコンチネンタル東京ベイ
  - 港竹芝郵便局
- ウォーターズ竹芝
  - 劇団四季専用劇場（四季劇場［春］・四季劇場［秋］・自由劇場）
- 東京ポートシティ竹芝
  - オフィスタワー
    - ソフトバンクグループ
    - ソフトバンク
    - WeWork Japan
    - 東京都立産業貿易センター 浜松町館

  - レジデンスタワー
    - にじいろ保育園竹芝
- 旧芝離宮恩賜庭園
- 川崎重工業東京本社
- 浜松町駅徒歩約8分

## バス路線
最寄り停留所は、商工会館と都公文書館の間の道路にある竹芝桟橋入口である。以下の路線が乗り入れ、東京都交通局により運行されている。また、JRバス関東が運行する無料巡回バス「JR竹芝 水素シャトルバス」がウォーターズ竹芝に停車する。
竹芝桟橋入口
- 浜95：品川駅港南口行

ウォーターズ竹芝
- 「JR竹芝 水素シャトルバス」（無料）日の出ふ頭・東京タワー（一部便のみ）・東京駅丸の内南口方面

## 隣の駅
ゆりかもめ
 東京臨海新交通臨海線（ゆりかもめ）
汐留駅 (U 02) - 竹芝駅 (U 03) - 日の出駅 (U 04)

#### 利用状況
ゆりかもめの1日平均利用客数
1. 1 2 3 4  “竹芝｜駅・時刻表｜株式会社ゆりかもめ”.   ゆりかもめ. 2024年7月20日時点のオリジナルよりアーカイブ。2024年7月20日閲覧。
2. ↑  “令和2年度 移動等円滑化取組報告書” (PDF).   ゆりかもめ. 2021年8月19日閲覧。
3. 1 2  “竹芝｜駅・時刻表｜株式会社ゆりかもめ”.   ゆりかもめ. 2023年3月16日時点のオリジナルよりアーカイブ。2023年7月2日閲覧。
4. 1 2  “竹芝｜駅・時刻表｜株式会社ゆりかもめ”.   ゆりかもめ. 2023年7月2日時点のオリジナルよりアーカイブ。2023年7月2日閲覧。

東京都統計年鑑
1. ↑  平成7年
2. ↑  平成8年
3. ↑  平成9年
4. ↑  平成10年 (PDF)
5. ↑  平成11年 (PDF)
6. ↑  平成12年
7. ↑  平成13年
8. ↑  平成14年
9. ↑  平成15年
10. ↑  平成16年
11. ↑  平成17年
12. ↑  平成18年
13. ↑  平成19年
14. ↑  平成20年
15. ↑  平成21年
16. ↑  平成22年
17. ↑  平成23年
18. ↑  平成24年
19. ↑  平成25年
20. ↑  平成26年
21. ↑  平成27年
22. ↑  平成28年
23. ↑  平成29年
24. ↑  平成30年
25. ↑  令和元年